# Питсфилд (Мејн)
Питсфилд (енгл. Pittsfield) насељено је место без административног статуса у америчкој савезној држави Мејн.

## Демографија
По попису из 2010. године број становника је 3.150, што је 67 (-2,1%) становника мање него 2000. године.
| Група             | 2000.         | 2010.         |
| Белци             | 3.062 (95,2%) | 2.883 (91,5%) |
| Афроамериканци    | 30 (0,9%)     | 26 (0,8%)     |
| Азијати           | 44 (1,4%)     | 109 (3,5%)    |
| Хиспаноамериканци | 19 (0,6%)     | 69 (2,2%)     |
| Укупно            | 3.217         | 3.150         |